# Erzsébetvárosi Magyar-Angol Két Tanítási Nyelvű Általános Iskola és Művészeti Szakgimnázium
Az Erzsébetvárosi Magyar-Angol Két Tanítási Nyelvű Általános Iskola és Művészeti Szakgimnázium egy oktatási intézmény Budapesten. Az iskola szecessziós stílusú épületének tervezője Hegedűs Ármin.

## Története

### Alapítása
Az iskola elődje a Dob utca 95. szám alatt nyílt meg 1890-ben, községi elemi iskolaként. A gyorsan növekvő tanulólétszám miatt hamarosan új épület vált szükségessé, Székely János igazgató javaslatára a Főváros tervpályázatot írt ki a Dob utca 85. szám alatti 300 öles telekre. A terveket Hegedűs Ármin építész készítette, az építkezés 1905 őszén indult, és az új iskola 1906. október 14-én, Bárczy István főpolgármester jelenlétében került átadásra.
A szecessziós stílusú épület belső és külső kialakítása a gyerekek egészségi, kényelmi és esztétikai szempontjait szolgálta. Kezdetben külön osztályokban tanultak a fiúk és a lányok, 621 diákot 10 osztályban helyeztek el, képzésükről 20 tanító gondoskodott. Az intézményben háztartási és ipari iskola is működött.

### Az I. világháború után
Az első világháború alatt az épületet hadikórházzá alakították, a diákokat ideiglenesen a Wesselényi utcai iskolában helyezték el. Csak 1921-ben térhettek vissza a Dob utcába, a megrongálódott épületet 1927-ben újították fel. Lathwesen Gyula igazgatósága alatt az iskola színvonala ismét emelkedett, de a második világháború idején az épület földszintjét hadi célokra használták, majd a főváros ostromakor bombatalálatok érték.
1945-ben a tantestület helyreállította az épületet, így folytatódhatott az oktatás. 1946-ban megalakult a szülői munkaközösség és az úttörőcsapat, 1947-ben pedig az iskola általános iskolává alakult. Az 1950-es években a dolgozók iskolájának is helyet adott. Az intézmény 1955/56-ban ünnepelte fennállásának 50. évfordulóját, ekkorra már 18 igazgató és 244 pedagógus dolgozott itt, és több ezer diák tanult a falai között.
1960-ban az iskola koedukálttá vált. A 60-as években a megnövekedett tanulólétszám miatt az udvar felőli részen újabb emeletet építettek, de a homlokzat eredeti, Vajda Zsigmond által tervezett mozaikos díszítését megőrizték. Az iskola belső felszerelése fokozatosan modernizálódott: eltűntek a tintatartós padok és a cserépkályhák, helyüket központi fűtés és korszerű berendezés vette át.
1979-től igazgatóhelyettesként, majd 1985–1997 között igazgatóként Dr. Füzesi Istvánné vezette az intézményt. Az ő idején alakult ki az iskola mai arculata, több régi hagyományt is felelevenítettek. 1991/92-ben előbb háziasszonyképző, majd vendéglátó szakiskola indult pincér- és szakácsképzéssel. Az angol nyelv oktatásának hagyománya közel ötvenéves, amely 1995/96-ban a magyar–angol két tanítási nyelvű osztály elindításához vezetett – az országban másodikként.

Ruttkai Éva

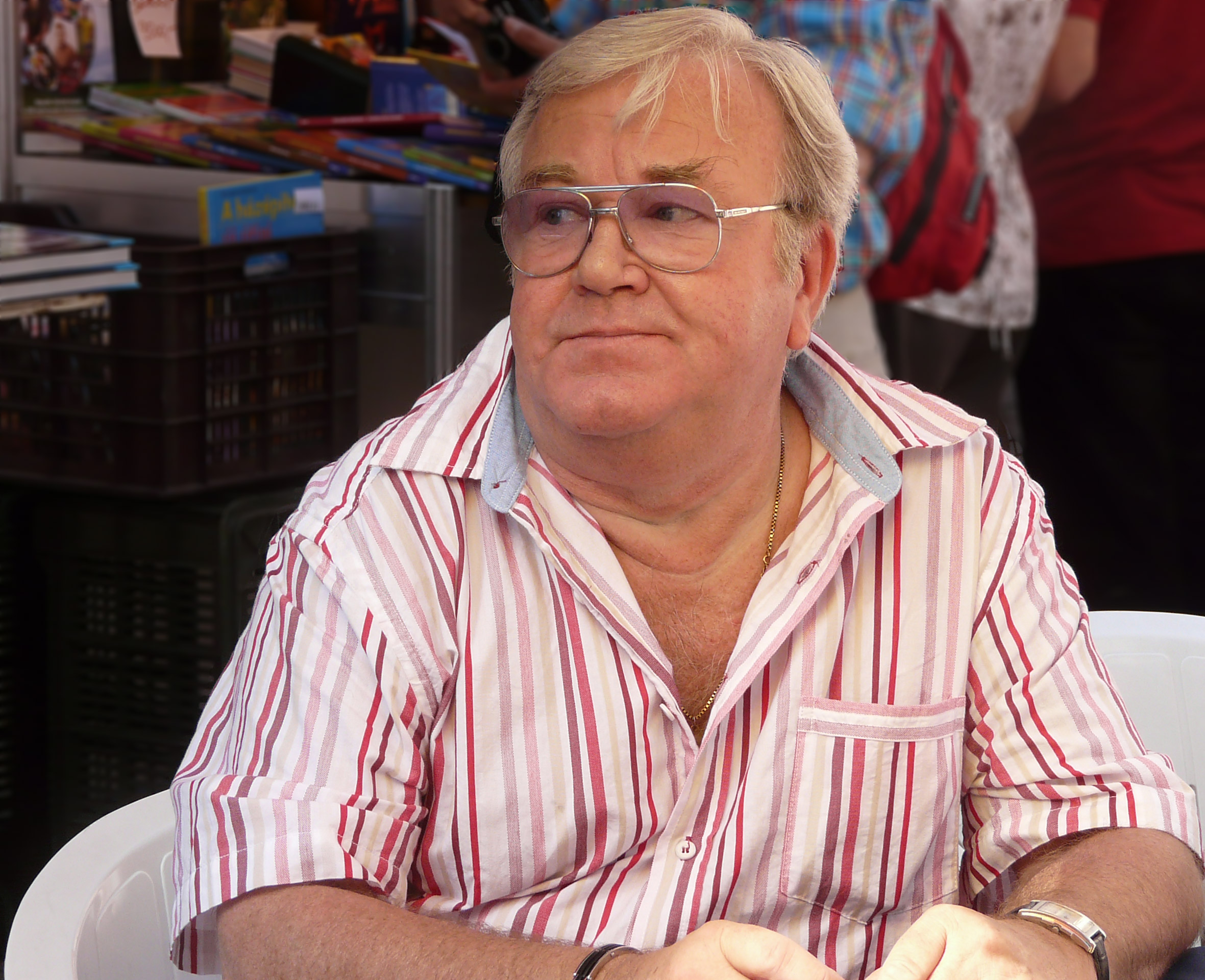
Gálvölgyi János

## Neves tanulói
- Ruttkai Éva – színművész
- Garas Dezső – színművész
- Somló István – színművész
- Gálvölgyi János – színművész, parodista
- Bernát György – újságíró

## Neves tanárai
- Hernádi Sándor – nyelvész
- Mészáros István – művelődéstörténész
- Koritsánszky Zoltánné – magyar-történelem szakos tanár (1953–1995)